# Re di Axum
I re di Axum furono i sovrani che regnarono per molti secoli al vertice del regno axumita, situato nell'Africa orientale, sorto nel IV secolo a.C., che si sviluppò fino a raggiungere l'apice della propria potenza nel I secolo d.C., comprendendo le attuali regioni di Etiopia, Eritrea, Sudan settentrionale, Egitto meridionale, Gibuti, Somalia occidentale, Yemen e Arabia Saudita meridionale. Nonostante la grande potenza e ricchezza di questo stato, che si basava su un florido commercio intessuto con il bacino mediterraneo (mondo romano, Impero di  Bisanzio e Alessandria d'Egitto) e l'Oriente (in particolare con l'India), poche informazioni sono pervenute sulle dinastie dei sovrani axumiti: solo tre o quattro di questi, infatti, hanno lasciato numerose testimonianze scritte (la maggior parte in lingua ge'ez); qualcuno, invece, fu a tal punto famoso da essere riportato persino da storiografi occidentali e orientali coevi.

## Cronologia
Si riporta, qui di seguito, l'elenco cronologico dei sovrani del regno di Axum, in base alle conoscenze:
| Immagine | Re                                 | Carica                     | Carica          | Note |
| Immagine | Re                                 | Inizio                     | Fine            | Note |
| -------- | ---------------------------------- | -------------------------- | --------------- | --- |
|          | Zoskales o Za Haqala               | I secolo                   | II secolo       | Si pensa che prima di lui avessero regnato altri monarchi, dei quali però non si sa nulla. Pertanto, è considerato il primo signore di Axum. |
|          | Gdr                                | 210                        |                 | Ha coinvolto per primo Aksum negli affari dello Yemen. |
|          | ʿḏbh                               |                            |                 | |
|          | Bygt (Baygā)                       |                            |                 | |
|          | Grmt                               |                            |                 | |
|          | Dtwns¹                             |                            |                 | |
|          | Zqrns¹                             |                            | 270             | |
|          | Endubis                            | 270                        | 300             | Emise le prime monete che giravano nazionalmente e internazionalmente in oro e in argento, essendo anche state trovate in India. |
|          | Aphilas                            | IV secolo                  | IV secolo       | |
|          | Wazeba I                           |                            | IV secolo       | |
|          | Ousanas o Ella Allada o Ella Amida | ?                          | 320             | Fratello maggiore di Ezana. |
|          | Ezanà o Aezana                     | 330 o 320                  | 356 o 350 circa | Conquistò e distrusse il regno di Meroe nel 335 e fu cristianizzato dal mercante siriano Frumenzio nel 345 adottando il cristianesimo come religione di Stato, pur non conformandosi ai dogmi del tempo, né riconoscendo l'imperatore od i patriarchi come autorità superiori. |
|          | Mehadeyis                          | 360                        | ?               | |
|          | Wazeba I o Ouazebas                | ?                          | IV secolo       | |
|          | Ousanas II                         |                            |                 | |
|          | Eon                                | V secolo                   | ?               | Ricordato in un'iscrizione greca dove viene chiamato Eon Bisi Anaaph. |
|          | Ebana                              | V secolo                   | ?               | |
|          | Nezool o Nezana                    | ?                          | V secolo        | |
|          | Ousas o Ousanas III                | VI secolo                  | ?               | |
|          | Kaleb o Ella Asbeha                | 520                        | ?               | Chiamato Hellestheaeus da Procopio di Cesarea, insieme al fratello Abreha venerato come santo dalla Chiesa ortodossa. |
|          | Alla Amidas                        | ?                          | 540             | |
|          | Wazena                             | metà del VI secolo         | VI secolo       | |
|          | Wa'zeb o Ella Gabaz                | seconda metà del VI secolo | ?               | |
|          | Ioel                               | seconda metà del VI secolo | VI secolo       | |
|          | Hataz o Iathlia                    | ?                          | 575             | |
|          | Saifu                              | 577                        | ?               | |
|          | Israele                            | ?                          | 590             | |
|          | Gersem                             | VII secolo o 600           | ?               | |
|          | Armah                              | 614                        | ?               | |
|          | Aṣḥama ibn Abjar                   | prima metà del VII secolo  | ?               | Fu sovrano di Axum durante la predicazione di Maometto, e per questo ben documentato da storiografi e scrittori di lingua araba. |
|          | Kwestantinos o Kostantinos         | metà del VII secolo        | ?               | |
|          | ?                                  |                            |                 | |
|          | Degna Djan o Ged'a Djan            |                            |                 | |
|          | 'Anbasa Wedem                      |                            |                 | Figlio di Degna Djan. |
|          | Dil Na'od                          |                            |                 | Figlio di Degna Djan. |
|          | Gudit                              | X secolo                   |                 | |

Dalla morte di quest'ultimo sovrano, la popolazione axumita si ritirò nella regione montuosa etiope, per difendersi meglio dalle pressanti incursioni di popolazioni nomadi pagane. Il regno in declino fu definitivamente sconfitto solo verso il 950 d.C., quando la regina Gudit (o Yodit, riportata anche come Giuditta), di religione pagana o ebraica, invase le terre di Axum alla testa di un'orda barbarica che distrusse ogni chiesa cristiana, massacrando la popolazione civile, e sfaldando definitivamente le strutture politiche, economiche e sociali del regno.
Per questo motivo, se poco si sapeva dei monarchi axumiti di epoche precedenti, ancora meno si conosce degli ultimi sovrani che governarono un regno ormai debole e alla mercé dei razziatori nomadi. È probabile che gli ultimi a regnare furono:
- Degna Djan (o Ged'a Djan)
- 'Anbasa Wedem, figlio del precedente.
- Dil Na'od, figlio di Degna Djan.